# Davenescourt Communal Cemetery
Davenescourt Communal Cemetery is een begraafplaats gelegen in de Franse plaats Davenescourt (Somme). De militaire graven worden onderhouden door de Commonwealth War Graves Commission.
De begraafplaats telt 11 geïdentificeerde Gemenebest graven uit de Tweede Wereldoorlog.